# مایکل اوهر
 مایکل اوهر (انگلیسی: Michael O'Hare؛ ۶ مهٔ ۱۹۵۲ – ۲۸ سپتامبر ۲۰۱۲) یک هنرپیشه اهل ایالات متحده آمریکا بود.